# Вејмо (Флорида)
Вејмо (енгл. Vamo) насељено је место без административног статуса у америчкој савезној држави Флорида.

## Демографија
По попису из 2010. године број становника је 4.727, што је 558 (-10,6%) становника мање него 2000. године.
| Група             | 2000.         | 2010.         |
| Белци             | 4.959 (93,8%) | 4.176 (88,3%) |
| Афроамериканци    | 38 (0,7%)     | 65 (1,4%)     |
| Азијати           | 58 (1,1%)     | 61 (1,3%)     |
| Хиспаноамериканци | 188 (3,6%)    | 370 (7,8%)    |
| Укупно            | 5.285         | 4.727         |